# Oligoneuriella rhenana
Oligoneuriella rhenana is een haft uit de familie Oligoneuriidae. De wetenschappelijke naam van de soort is voor het eerst geldig gepubliceerd in 1852 door Ludwig Imhoff.
Imhoff stelde vast dat deze haften elk jaar, gewoonlijk in augustus, op enkele dagen tijd in grote aantallen uit de Rijn, bij Basel (Zwitserland), tevoorschijn kwamen; vandaar de naam rhenana. 

## Larven
De larve van oligoneuriella rhenana hebben grote, pluimvormig uitgegroeide kieuwen die zijn bevestigd aan de achterkaken. Verder bezitten ze een speciaal hechtingsorgaan in de vorm van een zuignap. Deze is uit de buitenste lobben van de onderkaak ontstaan.
De larven leven in snelstromende wateren, zoals beekjes en stroompjes in het Palearctisch gebied.